# Museo dell'olio di Chiaramonte Gulfi
Il Museo dell'olio di Chiaramonte Gulfi è un museo pubblico situato a Chiaramonte Gulfi. Mediante collezioni di arti applicate e raccolte di cultura materiale documenta i sistemi di olivicoltura ed elaiotecnica nonché le tradizioni legate all'ulivo e all'olio d'oliva.

## Descrizione
Il museo, inaugurato nel marzo del 1997, è ubicato nel Palazzo Montesano (struttura settecentesca), in sette sale con le volte a botte; qui si trovano strumenti di tecnologia estrattiva dell'olio di oliva, come una pressa del 1614, una macina in pietra calcarea, strumenti di misura dell'olio, giare, una pressa idromeccanica dei primi anni del Novecento, antiche attrezzature ed arredi nonché oggetti di uso comune e dispositivi vari come: aratro in ferro con vomere a punta, aratro in legno con vomere in ferro a punta larga, zappatrice in ferro, panieri, corbelle, forbici ed altro ancora. Il Museo è corredato da immagini e da ambienti rurali che rimembrano la memoria della comunità, legata ad uno dei suoi prodotti d'eccellenza.